# Pierangela Samarati
Pierangela Samarati és una informàtica italiana, professora de la Università degli Studi di Milano. Experta en ciberseguretat, va ser nomenada Fellow de l'Institut d'Enginyers Elèctrics i Electrònics (IEEE) l'any 2012 per les seves contribucions a la seguretat de la informació, la protecció de dades i la privadesa. Va ser nomenada ACM Fellow 2021 "per les contribucions a la seguretat i privadesa de les dades". És membre del consell assessor de Cybercat, el Centre de recerca en ciberseguretat de Catalunya.